# 하틀리 2 혜성
하틀리 2 혜성(영어: Comet Hartley 2, 공식 명칭 : 103P/하틀리)은 주기 약 6.46년의 단주기 혜성으로, 1986년 말콤 하틀리가 오스트레일리아의 사이딩 스프링 천문대에서 발견하였다.
딥 임팩트 탐사선은 2010년 11월 4일 EPOXI 임무의 일부로서 하틀리 2 혜성을 700 km 거리에서 근접통과했다. 하틀리 2 혜성은 우주 탐사선이 방문한 15번째 혜성이며, 딥 임팩트 탐사선이 템펠 1 혜성에 이어 두 번째로 방문한 혜성이다.

## 발견 및 궤도
하틀리 2 혜성은 1986년 말콤 하틀리가 사이딩 스프링 천문대의 슈미트 망원경을 이용하여 발견하였다. 혜성은 주기 약 6.46년의 목성족 단주기 혜성으로, 근일점은 1.05 AU이다.

### 2010년 지구 접근

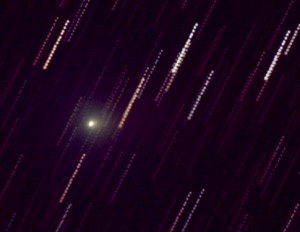
2010년 10월 6일, 망원경을 통해 본 하틀리 2 혜성.

2010년 10월 20일, 근일점에 도달하기 8일 전, 하틀리 2 혜성은 지구에서 0.12 AU 떨어진 곳을 지나쳤다. 11월 초 북반구 고위도 지역에서는 한밤중에 혜성을 달의 방해를 받지 않고 관측할 수 있었다.
하틀리 2 혜성은 지구와 가까이 접근하는데도 불구하고 특별한 유성우를 만들어내지 않는데, 이는 최근 혜성이 흩뿌린 먼지들이 지구의 궤도를 살짝 빗겨나가기 때문이다. 하지만 1979년에 혜성이 흩뿌린 먼지가 2062년 및 2068년에 지구로 들어올 예정이기 때문에, 곧 유성우가 생겨날 것이다.

## 성질

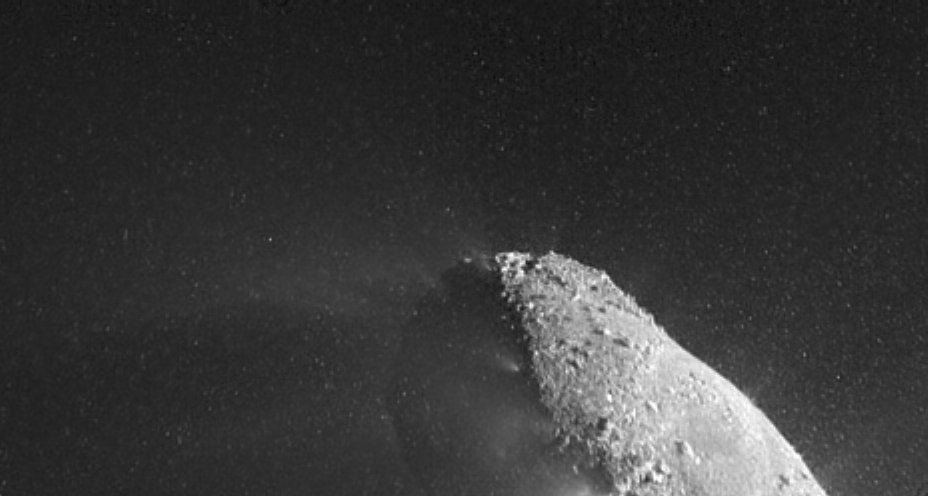
딥 임팩트가 촬영한 하틀리 2 혜성의 클로즈업 사진.

2008년 8월 스피처 우주 망원경이 하틀리 2 혜성을 관측한 결과, 혜성 핵의 반지름이 0.57±0.08 km이며, 반사율은 0.028임을 밝혀냈다. 또한 혜성의 총 질량은 약 300 메가톤으로 추산된다. 다른 모든 영향을 무시하고, 순수하게 혜성의 총 질량과 질량을 잃는 속도를 서로 나누면 하틀리 2 혜성이 앞으로 약 700년(근일점 왕복 100번)가량 "살아남을" 수 있다는 결론이 도출된다.
아레시보 천문대에서의 2010년 레이다 관측에서는 혜성이 심히 찌그러져 있고, 자전 주기는 18시간이라고 예측하였다. EPOXI 임무 팀은 혜성을 "볼링 핀과 피클의 중간 정도"라고 묘사하였다.
2011년, 허셜 우주 망원경은 하틀리 2 혜성의 코마에서 수증기의 흔적을 발견하였다. 이 혜성에는 중수의 비율이 다른 혜성들보다 절반, 즉 지구와 거의 비슷한 비율이었다.
몇몇 혜성들은 혜성에 이론적으로 있어야 하는 양보다 더 많은 물 간헐천들이 있다는 것이 알려져 있었지만, 원인은 딥 임팩트가 하틀리 2 혜성을 근접통과하면서 밝혀졌다. 딥 임팩트의 자료를 통해, 대부분의 코마 속 얼음은 이산화 탄소가 뿜어져 나오며 같이 딸려나온 것임이 밝혀졌고, 현재는 이산화 탄소의 분출이 혜성 코마 속에 얼음을 밀어올리는 주요 원인이라고 받아들여진다.
하틀리 2 혜성의 관측 결과를 통해, 혜성에 포함된 일산화 탄소 및 이산화 탄소량도 의미가 있음이 밝혀졌다. 장주기 혜성보다 단주기 혜성에 포함된 일산화 탄소 및 이산화 탄소량이 더 많았고, 이는 단주기 혜성이 더 "따뜻한" 환경 속에서, 즉 태양과 더 가까운 곳에서 형성되었음을 나타낸다. 이 관측 결과는 하틀리 2 혜성에 포함된 중수량과 들어맞는다.

### EPOXI 탐사 결과
EPOXI 임무의 일환으로 실시된 딥 임팩트 탐사선의 근접통과를 통해 혜성에서 주로 분출되는 기체가 이산화 탄소임을 밝혀냈다. 이 이산화 탄소는 드라이아이스의 형태로 존재하다가, 태양열을 받으면 기화하면서 위에 언급되었듯이 얼음을 자신과 함께 분출시킨다.
메릴랜드 대학교의 천문학자이자 EPOXI팀의 리더인 마이클 아헌은 "하틀리 2 혜성은 자기 크기에 비해서 물을 엄청나게 분출해대는 활동적인 혜성이다"라고 말했다.
메릴랜드 대학교의 연구팀이 딥 임팩트의 자료를 통해 분석한 내용이 6월 17일 사이언스에 실렸는데, 주요 내용은 다음 3가지였다.
1. "땅콩 모양"에서 상대적으로 매끄럽고 활동이 적은 허리 부분이 다시 퇴적이 일어났을 가능성이 있다.
2. 하틀리 2 혜성의 자전축은 1개이지만, 다른 축으로도 진동한다.
3. 거대하고 거친 "땅콩의 가장자리"에는 높이 50 m, 너비 80 m가량(16층 빌딩과 비슷)의 물체가 있으며, 주변보다 반사율이 2 ~ 3배가량 높다.

위의 첫 번째와 관련해, 현재 혜성의 끝 부분에서 분출되는 먼지나 얼음 중 일부는 속력이 매우 낮아, 혜성은 중력이 거의 없으나마나 할 정도임에도 불구하고 다시 혜성으로 돌아와 가장 낮은 지점(혜성의 중앙부)에 쌓인다는 이론이 정설로 받아들여지고 있다.

## 딥 임팩트 근접통과
미국 항공우주국은 템펠 1 혜성에 충돌기를 성공적으로 떨어트린 딥 임팩트 탐사선을 하틀리 2 혜성을 연구하는 데 사용하기로 결정하였다. 기존 목표는 보틴 혜성이었지만, 보틴 혜성은 1986년 이후 관측된 적이 없어 근접통과를 성공시킬 정도로 정밀하게 궤도를 계산할 수 없어 하틀리 2 혜성으로 목적지를 바꿨다. 탐사선은 2010년 11월 4일 혜성에서 700 km 떨어진 곳을 지났다. 혜성 근접통과 자료는 NASA의 심우주 통신망을 통해서 전송되었다.
근접통과에서 혜성 핵의 지름이 2.25 km이며, 핵이 "땅콩 모양"으로 생겼음이 밝혀졌다. 기체 분출구 중 몇몇은 태양빛을 받지 않는 음지에서 활동하고 있었다. EPOXI 팀의 과학자들은 하틀리 2 혜성이 "일반적이지 않을 정도로 활동적"이라고 표현하였다."
NASA의 과학자들은 핵의 가장자리 부분에서 나오는 제트에 솜털 모양 얼음과 먼지들이 수백 톤가량 포함되어 있음을 발견했으며, 가장 큰 입자들은 골프공이나 농구공 정도 크기였다. 이 제트 또한 이산화 탄소에 의해 분출된다. 과학자들은 또한 하틀리 2 혜성이 처음으로 태양에서 가까운 혜성에서 이산화 탄소가 발견된 혜성이며, 이 이산화 탄소는 태양계 형성 초기에 만들어진 것이라고 추정된다.

## 같이 보기
- 딥 임팩트 (우주선)
- EPOXI
- 템펠 1 혜성